# بنی تمیم
بنی تَمیم از قبیله‌های عرب است که بیشتر در شبه‌جزیره عربستان و مناطق همسایه آن زندگی می‌کنند. این قبیله عمدتاً در عربستان سعودی، قطر، کویت، عراق، عمان، اردن و لبنان حضور دارند و حضور پررنگی در الجزایر و مراکش، فلسطین تونس و لیبی دارند.
نسب این قوم به جدشان تمیم بن مُر بن اُد بن طابخه بن الیاس بن مُضَر بن نزار بن مَعَد بن عدنان می‌رسد. تمیم بن مُر همچنین متصدی کعبه در مکه بود، نقشی که پس از مرگ او به پسرش عمرو منتقل شد. عدنان و معد بن عدنان جد نوزدهم و بیستم محمد بن عبدالله جد وی به شمار می آمدند. این قبیله‌ همچنین در بسیاری از مناطق دیگر خاورمیانه و شمال آفریقا مانند مصر و خوزستان در ایران حضور دارند.

## تاریخ و خاستگاه
شجره‌نامه سنتی بنی تمیم به شرح زیر است: تمیم بن مر بن عُد بن عمر بن الیاس بن مضر بن نزار بن معد بن عدنان - از نوادگان مستقیم اسماعیل بن ابراهیم (اسماعیل، پسر ابراهیم).
بن تمیم یکی از بزرگترین قبایل شبه جزیره عربستان است. این قبیله در قرن ششم میلادی و پیش از ایفای نقش مهم در آغاز اسلام، وادی‌ها و روستاهای متعددی را در مرکز و شرق سرزمین در دست داشت. احادیثی وجود دارد که تقریباً همه گروه‌های قبیله‌ای اصلی عرب را ستایش می‌کند. به نقل از ابوهریره، وی پس از شنیدن سه چیز درباره بنی تمیم از پیامبر خدا، آنها را محبوب دانسته است: «آنها سرسخت‌ترین افراد امت من در برابر دجال خواهند بود.» یکی از آنها اسیری بود که در اختیار عایشه بود و پیامبر فرمود: «او را آزاد کنید، زیرا او از نسل اسماعیل است.» و هنگامی که زکات آنها رسید، فرمود: «این زکات قوم ماست» یا «زکات قوم من است.»

## تبار و شاخه‌ها
بنی تمیم قبیله‌ای عدنانی هستند که از نسل عدنان می‌باشند.
در سنت تبارشناسی قبیله، استدلال می‌شود که یک خط مستقیم از ابراهیم تا تمیم وجود دارد:
- ابراهیم
- اسماعیل
- عدنان
- معد
- نزار
- مُضر
- الیاس
- عمر (طابخه)
- عود
- مر
- تمیم

## سلسله‌ها
- اغلبیان: سلسله حاکم بر افریقیه (تونس، الجزایر و لیبی امروزی) از سال ۸۰۰ تا ۹۰۹ که بخش‌هایی از جنوب ایتالیا و سیسیل را نیز کنترل می‌کردند. ابراهیم بن اغلب فرماندهِ نظامی عباسی و نخستین امیر اغلبی و بنیان‌گذار آن بود.
- آل ثانی: خانواده سلطنتی، سلسله حاکم بر قطر از سال ۱۸۴۷ با محوریت محمد بن ثانی آل ثانی.
- آل الشیخ - خانواده مذهبی پیشرو در عربستان سعودی که از نوادگان محمد بن عبدالوهاب هستند. خانواده مفتیان اعظم امارت درعیه، سپس امیرنشین نجد و اکنون عربستان سعودی مدرن برای امور مذهبی.
- آل خاطر - خانواده‌ای معتبر در شبه‌جزیره عربستان که عمدتاً در قطر، عربستان سعودی و بحرین مستقر هستند. آنها به آل بوعینین از بنی تمیم تعلق دارند و دو شهر بزرگ در شبه‌جزیره عربستان را ساختند که عبارتند از جبیل در عربستان سعودی و الوکره، پایتخت سابق قطر.
- آل مجالی: خانواده‌ای که از دهه ۱۷۷۰ در کرک در اردن امروزی مستقر هستند.
- آل معمر: سلسله حاکم بر نجد که از قرن هفدهم تا هجدهم در عیینه مستقر بودند و نسب آنها به عناقیر بنی تمیم می‌رسد. دولت این یک قبیله، امارت کوتاه مدت بود که پس از سقوط اولین دولت سعودی ایجاد شد.

## سابقه بنی تمیم در ایران
گروهی از عشایر عرب ایرانی که در استان خوزستان و در ناحیه دشت میشان زندگی می‌کنند از این قبیله هستند.
عشایر تمیمی در روزگار پیش از اسلام هم‌پیمان ساسانیان بودند. ابن‌عباس در زمان علی بن ابی‌طالب حاکم بصره بود و بر بنی‌تمیم سخت می‌گرفت، زیرا آنان در جنگ جمل جزء یاران عایشه بودند. علی بن ابی‌طالب در نامه‌ای ابن‌عباس را از این کار نهی نمود.
تمیمی‌های عرب در عرصه جنگ و قدرت توانمند و در عرصه هنرهای نمایشی و تئاتر در زمان یونانیان از پیشرویان هنر بودند، به گونه‌ای که تصور می‌شد این نسل تا ابد در عرصه‌های هنری فعالیت می‌کند و مالک هنر جهان خواهد شد.
گروهی کوچکی از بنی‌تمیم در استان هرمزگان و بوشهر ساکن هستند. در استان بوشهر تمیمی‌ها بیشتر در غرب شهرستان عسلویه منطقه چاه مبارک ساکن هستند وبه صورت اقلیتی در هرمزگان شهرستان لنگه پارسیان روستای سهمو و روستای طولا در قشم ساکن هستند.